# Griswoldia
Griswoldia is een spinnengeslacht in de taxonomische indeling van de Zoropsidae. Het geslacht werd in 1997 beschreven door Dippenaar-Schoeman & Jocqué.

## Onderliggende soorten
- Griswoldia acaenata (Griswold, 1991)
- Griswoldia disparilis (Lawrence, 1952)
- Griswoldia leleupi (Griswold, 1991)
- Griswoldia meikleae (Griswold, 1991)
- Griswoldia melana (Lawrence, 1938)
- Griswoldia natalensis (Lawrence, 1938)
- Griswoldia punctata (Lawrence, 1942)
- Griswoldia robusta (Simon, 1898)
- Griswoldia sibyna (Griswold, 1991)
- Griswoldia transversa (Griswold, 1991)
- Griswoldia urbensis (Lawrence, 1942)
- Griswoldia zuluensis (Lawrence, 1938)